# Коронавірусна хвороба 2019 у Ємені
Спалах коронавірусної хвороби 2019 у Ємені — це поширення пандемії коронавірусної хвороби 2019 на територію Ємену.
Ситуація в Ємені достеменно невідома через політичну кризу, яка триває з 2011 року, та громадянську  війну, яка триває з 2015 року за участі коаліції арабських держав на чолі з Саудівською Аравією, Франції, Великої Британії тощо. У ході бойових дій значно пошкоджено медичну інфраструктуру Ємену та поширилися інші інфекційні захворювання, зокрема холера.
Основна інформація про випадки захворювання надходить з урядових джерел, утім урядові війська не контролюють значну територію на заході країни, зокрема столицю Сану. Хусити, які утримують ці регіони, заявляють про низький рівень захворюваності, що не викликає довіри в міжнародних оглядачів.

## Поширення епідемії
Перший випадок захворювання було зафіксовано 10 квітня. Станом на 24 жовтня за даними уряду загалом було зареєстровано понад 2000 випадків коронавірусної хвороби, 588 пацієнтів померли.
Станом на 27 листопада 2020 року в країні було 2144 випадків хвороби, з яких 611 летальних.

## Медична інфраструктура
Станом на червень 2020 року Ємен мав 6 центральних медичних лабораторій у найбільших містах Сана, Аден, Мукалла, Таїз, Ходейда та Ібб. Перші чотири мають можливість здійснювати аналіз Sars-Cov-2 методом ПЛР під наглядом ВООЗ. ВООЗ поставила реактиви для проведення 6700 реакцій та забезпечила тренування лаборантів для цієї роботи. Це давало обмежені можливості для аналізу лише найбільш очевидних випадків.
При цьому медичні заклади перевантажені хворими на холеру, щодо якої станом на січень 2020 року в країні було зареєстровано 2 мільйони випадків, а також на інші інфекції, зокрема дифтерію та денге.
Спеціалісти з інших країн ставлять питання, чи дійсно система охорони здоров'я в Ємені здатна оцінити масштаби пандемії. 10 листопада 2020 року був опублікований препринт дослідження кладовищ у провінції Аден за допомогою супутникових світлин з метою вивчити масштаби надлишкової смертності в країні. Дослідження виявило 2100-2300 додаткових смертей у період з 10 квітня по 10 вересня 2020 року лише в цій єдиній провінції, тоді як чисельність смертей він коронавірусної хвороби офіційно склала менше 500 випадків по всій країні.